# 不機嫌
| ウィキペディアには「不機嫌」という見出しの百科事典記事はありません（タイトルに「不機嫌」を含むページの一覧/「不機嫌」で始まるページの一覧）。 代わりにウィクショナリーのページ「不機嫌」が役に立つかもしれません。 |